# Gianmarco Raimondo
Gianmarco Antonio Raimondo (St. Catharines, 28 novembre 1990) è un pilota automobilistico canadese di origini italiane.

## Carriera
Raimondo iniziò la sua carriera nel motorsport nel 2000, nel karting, in cui ha corso sino al 2007. Nella stagioni 2007 e 2008 Raimondo corse nello Skip Barber Southern Regional Series, concludendo al 20º posto la sua prima esperienza in monoposto. Nel 2008 entra a far parte del Team Autotecnica, nella Formula BMW americana. Vinse entrambe le gare nel primo weekend e concluse la stagione al 3º posto, il migliore tra i debuttanti. Nel 2009 corse nuovamente con Autotecnica. Corse tutte le gare del campionato e ne vinse una. Finì l'anno nuovamente al 3º posto.
Nel 2009 Raimondo corse anche per un weekend di gara nella Formula 3 italiana, chiudendo al 19º posto nel campionato piloti e nel 2010 decise di correre in tutte le gare, con Lucidi Motorsport e concluse al 16º posto, mentre uno dei suoi compagni, Stéphane Richelmi, fu 2º assoluto. Nel 2011 corse in Formula 3 Euro Series, inizialmente per Motopark Academy, ma dal quarto weekend di gara si trasferisce alla Prema Powerteam. Raimondo concluse la stagione con un 2º posto come miglior risultato e all'11º assoluto. Il suo compagno di squadra, Roberto Merhi, vinse il campionato.
Nel 2012, Raimondo partecipò agli Open di Formula 3 europea con il team RP Motorsport. Il canadese vinse quattro gare e salì sul podio dodici volte. A fine stagione fu 2º con 267 punti, solo cinque in meno del compagno di squadra Niccolò Schirò. Nel 2013 debuttò nella GP2 Series, gareggiando per il team Trident Racing a partire dal weekend di Singapore, senza ottenere posizionamenti a punti.

## Risultati

### Risultati in Formula 3 Euro Series
| Anno | Team            | Telaio       | Motore       | 1   | 1   | 1   | 2   | 2   | 2   | 3   | 3   | 3   | 4   | 4   | 4   | 5   | 5   | 5   | 6   | 6   | 6   | 7   | 7   | 7   | 8   | 8   | 8   | 9   | 9   | 9   | Punti | Pos. |
| ---- | --------------- | ------------ | ------------ | --- | --- | --- | --- | --- | --- | --- | --- | --- | --- | --- | --- | --- | --- | --- | --- | --- | --- | --- | --- | --- | --- | --- | --- | --- | --- | --- | ----- | ---- |
| 2011 | Prema Powerteam | Dallara F308 | Mercedes HWA | LEC | LEC | LEC | HOC | HOC | HOC | ZAN | ZAN | ZAN | RBR | RBR | RBR | NOR | NOR | NOR | NÜR | NÜR | NÜR | SIL | SIL | SIL | VAL | VAL | VAL | HOC | HOC | HOC | 66    | 11º  |
| 2011 | Prema Powerteam | Dallara F308 | Mercedes HWA | 9   | 10  | 10  | Rit | 13  | 14  | 8   | 2   | 11  | 8   | 7   | 8   | Rit | 6   | Rit | 7   | 9   | 9   | 12  | 8   | Rit | 7   | 4   | 8   | 13  | 13  | 8   | 66    | 11º  |

### Risultati in GP2 Series
(legenda) (Le gare in grassetto indicano la pole position) (Gare in corsivo indicano Gpv)
| Anno | Team           | 1       | 2       | 3       | 4       | 5       | 6       | 7       | 8       | 9       | 10      | 11      | 12      | 13      | 14      | 15      | 16      | 17      | 18      | 19         | 20         | 21         | 22         | Punti | Pos. |
| ---- | -------------- | ------- | ------- | ------- | ------- | ------- | ------- | ------- | ------- | ------- | ------- | ------- | ------- | ------- | ------- | ------- | ------- | ------- | ------- | ---------- | ---------- | ---------- | ---------- | ----- | ---- |
| 2013 | Trident Racing | MYS FEA | MYS SPR | BHR FEA | BHR SPR | ESP FEA | ESP SPR | MON FEA | MON SPR | GBR FEA | GBR SPR | GER FEA | GER SPR | HUN FEA | HUN SPR | BEL FEA | BEL SPR | ITA FEA | ITA SPR | SGP FEA 21 | SGP SPR 22 | ABU FEA 17 | ABU SPR 15 | 0     | 30º  |